# Nándor Dáni
Nándor Dáni (ur. 30 maja 1871 w Budapeszcie, zm. 31 grudnia 1949 tamże) – węgierski lekkoatleta, uczestnik i medalista I Nowożytnych Igrzysk Olimpijskich.
Dáni wystartował w biegu na 800 metrów, gdzie szybszy od niego zarówno w eliminacjach, jak i w finale był tylko Australijczyk Teddy Flack. Reprezentant Węgier w eliminacjach był wolniejszy od Flacka o 0,2 s., natomiast w finale o 0,8 s.